# Vriesea secundiflora
Vriesea secundiflora là một loài thuộc chi Vriesea. Đây là loài đặc hữu của Brasil.